# Randy Schekman
Randy Wayne Schekman (sinh 30 tháng 12 năm 1948) là một nhà sinh học tế bào làm việc tại Đại học California, Berkeley và từng là trưởng ban biên tập của Kỷ yếu Viện hàm lâm khoa học Hoa Kỳ (Proceedings of the National Academy of Sciences). Năm 2011 ông là biên tập viên của eLife, một tạp chí mới do Viện Y học Howard Hughes, Hiệp hội Max Planck và Wellcome Trust bất đầu xuất bản năm 2012. Ông được bầu vào Viện hàm lâm Khoa học Hoa Kỳ năm 1992.
Schekman là một trong ba người cùng nhận giải Nobel Sinh lý học và Y khoa năm 2013.